# The Cherrytree Sessions
The Cherrytree Sessions е мини албум на Лейди Гага, пуснат в продажби февруари 2009.

## Списък с песните
1. Poker Face (пиано и гласова версия) – 3:39
2. Just Dance (Stripped Down версия) – 2:06
3. Eh, Eh (Nothing Else I Can Say) (електронно пиано и Human Beat Box версия) – 3:03